# 할키에리아류
할키에리아류는 하부 및 중부 캄브리아기 퇴적층에서 발견되는 화석 유기체 그룹이다. 할키에리아류라는 이름의 유래가 된 할키에리아는 거의 모든 대륙의 하부 및 중부 캄브리아기 퇴적층에서 발견되었고 작은껍질화석군의 큰 부분을 차지한다. 가장 잘 알려진 종은 할키에리아 에반겔리스타(Halkieria evangelista)로, 1989년 북그린란드 시리우스 파세트 라거슈태테에서 온전한 표본이 발견되었다. 할키에리아는 1990년 사이먼 콘웨이 모리스와 존 필에 의해 학술지 네이쳐에 보고되었다. 이후 1995년 더 상세한 기술이 런던왕립학회보에 발표되면서 진화적으로 폭넓은 의미가 있다는 주장이 제기되었다.
이 그룹은 때로 사키티다(Sachitida)와 동일한 것으로 여겨지기도 하는데 원래 이것은 위왁시아류를 포함하는 것으로 생각되었으므로 할왁시아류와 동일한 것이다.

## 발견사
골편이라고 불리는 보호판은 작은껍질화석를 구성하는 요소들로 알려져 있었고, 세부적인 연구에 의해 이들 중 일부는 하나의 동물에 속한 것으로 원래 어떤 모습이었는지도 밝혀지게 되었다. 단단한 껍질 부분을 포함해 할키에리아 에반겔리스타의 전체 모습을 보여주는 표본이 1989년에 그린란드에 위치한 시리우스 파세트 라거슈태테에서 발견되었으며 1990년에 사이먼 콘웨이 모리스와 존 S. 필에 의해 보고되었다. H. 에반겔리스타(H. evangelista)는 할키에리아류를 비롯해 그와 비슷한 껍질 및 골편을 감정하고 재구성하는 과정에 있어 모델로 사용되고 있다. 종명인 에반겔리스타는 이 종이 하부 캄브리아기 지층에서 발견되는 화석들을 설명하는 데 큰 도움을 준다는 의미를 담고 있다.

## 화석에 대한 설명

### 할키에리아와 아우스트랄로할키에리아가 공유하는 특징들
아우스트랄로할키에리아는 갑옷같은 골편들만이 발견되었으며 그에 대한 분석은 아우스트랄로할키에리아가 할키에리아와 유사하다는 가정에 기초하고 있다. 이 둘의 골편들은 매우 유사해서 이러한 가정은 타당한 것으로 보인다. 두 속 모두가 가지고 있는 골편은 "체강골편"이라고 불리는 종류인데, 원래는 유기질 조직이 있던 공간을 광물화된 껍질이둘러싸고 있는 형태를 뜻하며, 이러한 껍질이 바깥쪽으로 계속 자랐다는 증거는 찾아볼 수 없다. 두 속 모두 세 가지 형태의 골편을 가지고 있다. 첫번째는 "손바닥형"로, 납작한 단풍잎 모양을 하고 있으며 세 가지 골편 중 가장 작다. "칼날형" 골편은 납작하면서 칼날 모양을 하고 있다. "낫형" 골편은 칼날형과 비슷한 크기지만 가시 형태를 하고 있으며 원통이 눌린 것 같은 모양이다. 할키에리아와 아우스트랄로할키에리아 모두 손바닥형과 칼날형 골편에는 여러 줄로 튀어나온 이랑이 뚜렷하게 보이며 바닥 쪽에 90도로 꺾어진 부분을 제외하고는 거의 평평한 것으로 보아 생물의 몸통에 딱 붙어 있었던 것으로 보인다. 낫형 골편에는 튀어나온 이랑 구조가 잘 보이지 않으며 몸에서부터 45도에서 90도 사이의 각도를 이루며 바깥쪽으로 뻗어있다.

### 할키에리아 에반겔리스타
할키에리아는 사슬갑옷을 입은 민달팽이처럼 생겼다. 몸길이는 1.5cm에서 8 cm 정도이고 좌우대칭이며 위에서 아래로 눌린 형태로 아래쪽에는 골편이 없다. 앞뒤 양 쪽에는 판 모양의 껍질이 있는데 이 껍질에는 나무의 나이테와 유사한 성장선이 뚜렷하게 보인다. 위쪽면의 그 외 부분은 서로 타일처럼 겹쳐진 약 2,000개 정도의 골편이 덮고 있으며 서로 다른 형태의 골편들이 차지하고 있는 세 부위로 나뉜다. "손바닥형" 골편은 단풍나무 잎처럼 생겨서 위쪽 면의 앞에서 뒤까지, 두 개의 판 모양 껍질 사이를 채우고 있다. 칼날처럼 생긴 "칼날형" 골편들은 손바닥형 골편이 있는 부위의 양 측면에 위치하며 위쪽 면의 중앙부를 향해 놓여 있다. 낫 같이 생긴 "낫형" 골편들은 바깥쪽 가장자리에 위치하고 있다. 골편의 가운데 공간은 비어 있으며 (최소한 일부 표본에서는) 측면에 가느다란 구멍이 나있다. 할키에리아가 성장하게 되면 판 모양의 껍질도 바깥쪽 가장자리에 새로운 물질이 추가되면서 성장하게 된다. 각각의 골편은 같은 크기를 유지한다. 비교적 완전한 형태를 갖추고 있는 표본 모두에서 칼날형 골편은 특정한 패턴을 보여주는데, 할키에리아가 성장하면서 오래되고 작은 골편들은 떨어져 나가고 더 큰 골편으로 대체되는 것으로 보인다. 골편들은 아래쪽에서부터 분비되어 만들어진다. 골편과 피부 사이에는 얇은 이랑  구조의 흔적을 찾아볼 수 있다.
판 모양의 껍질과 골편은 원래 탄산칼슘 성분이었던 것으로 보인다. 보존 상태를 고려해 볼 때 원래는 이 껍질들이 모두 유기질이었을 가능성도 제기되었으나 석회화되지 않은 유기체의 화석이 보통 얇은 막 형태로 발견되는 데 비해 할키에리아 화석은 삼엽충이나 히올리트처럼 3차원적인 형태를 가지고 있는 것으로 보아 그럴 가능성은 낮아보인다. 실제로 몇몇 표본에서는 평평한 판이 휘어져 있는 모습도 발견되었는데, 이것은 생물이 매몰될 당시 골편과 연결되어 있던 근육이 아직 그대로 보존되어 있었음을 의미한다.
할키에리아의 발은 말랑말랑했고, 아마도 근육으로 되어 있었을 것이다. 할키에리아는 헤엄치기에 적합하지 않았고 바닥을 파고 들어가기 위해 적응된 기관도 가지고 있지 않기 때문에 해저 표면에 살며 발의 근육을 물결처럼 움직여 "걸어다녔"던 것으로 보인다. 뒤로 뻗어 있는 낫형 골편은 접지력을 높여 뒤로 미끄러지는 것을 방지했을 수 있다. 일부 표본은 공벌레처럼 몸 일부가 말려있는 모습으로 발견되는데 이 자세에서는 칼날형 골편이 바깥쪽으로 뻗게 되어 포식자를 물리치는 역할을 했을 가능성이 있다. 몸의 양쪽 끝에 있는 모자처럼 생긴 껍질의 기능이 무엇이었는지 알기는 쉽지 않은데, 골편들만으로도 충분히 몸을 보호할 수 있었을 것으로 보이기 때문이다. 앞쪽 껍질의 안쪽은 내부기관이 부착되는 자리였을 것으로 생각되는 자국이 있다. 한 표본에서는 화석화가 일어나기 전에 뒤쪽 껍질이 45° 회전되어 있었던 것으로 보이는데, 뒤쪽 껍질 아래의 빈 공간에 아가미가 있었을 가능성이 있다.
일부 화석의 뒤쪽에서는 내장의 흔적이 발견되었다. 어떤 표본에서는 그 일부를 치설 즉 연체동물의 중요한 특징인 이빨이 달린 키틴질 혀로 해석한 경우가 있었으나, 이 표본에서 "골편체", 즉 몸을 둘러싸고 있는 골편 전체가 접혀 있었기 때문에 치설이라고 해석된 것이 원래 있던 곳에서 다른 위치로 이동한 낫형 골편들이었을 가능성이 있다.

### 아우스트랄로할키에리아 수페르스테스(Australohalkieria superstes)
오스트레일리아에서 발견된 것 중 가장 온전하고 풍부한 아우스트랄로할키에리아 수페르스테스의 학명은 "남쪽에서 살아남은 할키에리아"라는 의미를 가지고 있는데, 이것은 해당 종이 보토마절 말의 멸종사건에서 살아남은 할키에리아류이기 때문이다. 이 종으로 분류된 골편은 위쪽 표면으로는 볼록하고 아래쪽은 오목하다. 또 골편이 있는 평면 상에서 휘어 있으며 서로 겹쳐져 있는데, 각각의 골편에서 오목한 부분은 다음 골편의 볼록한 부분에 덮여 있다. 아우스트랄로할키에리아 내부의 빈 공간은 할키에리아의 단순한 관 모양보다 더 복잡한 형태를 가지는데 골편 높이의 절반 정도를 올라가면 원통 모양의 관이 한 쌍의 가느다란 관으로 나뉘고, 가운데 부분은 납작해 져서 양쪽의 관은 연결되어 있지 않은 것으로 보인다. 골편의 측면 역시 다른 미세구조를 가지고 있다.
A. 수페르스테스의 골편 중앙 관의 위쪽은 납작한 형태로 표면 바로 밑에 위치하는데 이때문에 위쪽 표면의 끝쪽에는 움푹 들어간 자국이 생긴다. 이 부분은 광물화되지 않은 상태로 남아 있어서 이것이 물 속의 화학물질을 받아들여 후각의 역할을 했을 수도 있다. A. 수페르스테스 골편이 인산염성분으로 덮여 있는 것은 원래 유기질 피부로 덮여 있었기 때문일 가능성이 있다. 선인장처럼 생긴 챈슬로리드(chancelloriid)의 골편 역시 유기질로 덮여 있는 경우가 있다. 만일 할키에리아류가 초기 연체동물이었다면 골편의 표면은 현생 연체동물 일부에서 볼 수 있는 각피층과 유사했을지도 모른다.
A. 수페르스테스의 골편은 서로 거울상을 하고 있는 두 종류로 이루어지는데, 이 두 종류 골편이 발견되는 양이 비슷한 것으로 보아 A. 수페르스테스는 좌우대칭의 몸을 가지고 있었던 것으로 보인다. 골편은 모두 매우 작은 크기로, 손바닥형은 250 µm에서 650 µm, 칼날형은 300 µm에서 1000 µm 정도의 길이를 가진다. 낫형은 다시 두 그룹으로 나뉘는데 밑부분에 완만한 S-곡선을 가지고 있는 것은 400 µm에서 1000µm의 길이로 바닥쪽이 살짝 비틀려 있는 경우가 많으며, 밑부분이 45°에서 90° 휘어져 있는 것은 400 µm에서 500 µm 정도 길이이다.
초기 캄브리아기 할키에리아류의 골편체에는 낫형 골편보다 손바닥형 및 칼날형 골편이 훨씬 더 많이 포함되어 있다. 반면, A. 수페르스테스의 낫
형 골편은 칼날형이나 손바닥형보다 훨씬 더 많이 발견되며 손바닥형 골편은 드물다. 어쩌면 사망 이후 어떤 과정에 의해 다수의 손바닥형과 일부 칼날형 골편이 제거되었을 수도 있지만, A. 수페르스테스의 골편체 중 해저 가까이에 있는 바닥 부분이 상대적으로 측면이나 위쪽 부분보다 더 큰 면적을 차지하고 있었을 가능성이 높다. 또 A. 수페르스테스 골편은 초기 캄브리아기 할키에리아류의 골편에 비해 1/3 정도 크기밖에 되지 않는다. 대부분의 초기 캄브리아기 할키에리아류와 더 큰 생물들을 포함하는 조지나 어셈블리지의 화석들이 모두 동일한 방식, 즉 인산염화가 일어나는 방식으로 보존되었기 때문에 보존 방식에서의 차이가 이런 차이를 만들어냈을 가능성은 적다. A. 수페르스테스의 크기가 작은 이유에 대한 설명으로는 조지나 어셈블리지의 할키에리아류가 어린 것이었을 가능성, 이들의 골편체가 초기 캄브리아기 할키에리아류보다 더 많은 수의 골편들로 구성되어 있었을 가능성, 혹은 A. 수페르스테스의 크기가 원래 작았을 가능성 등이 꼽힌다.
조지나 분지에서는 할키에리아류의 껍질로 분류될 수 있는 화석이 발견되지 않았다. 할키에리아의 껍질도 매우 드물게 발견되기 때문에 이것이 아우스트랄로할키에리아가 껍질을 가지고 있지 않았다는 의미는 아니다.

### 시포고누키테스류
시포고누키테스류는 두 가지 형태의 골편, 그리고 껍질을 가지고 있어서 할키에리아나 그와 가까운 할키에리아류보다는 단순한 골편체를 가지고 있으며 이들 골편의 내부 역시 할키에리아보다 단순한 구조를 가지고 있다.
여기에 해당하는 속들인 시포고누키테스(Siphogonuchites), 다바샤니테스(Dabashanites), 로포키테스(Lopochites), 그리고 마이카넬라(Maikhanella)는 모두 시포고누키테스와 유사한 형태를 하고 있다. 드레파노키테스(Drepanochites)의 골편은 길이와 너비 등의 비율로 다른 종류들과 구분된다.
마이카넬라의 껍질은 시포고누키테스의 골편이 석회화된 기질(matrix)과 합쳐진 형태를 하고 있다. 어린 개체의 껍질은 골편과 합쳐지지 않은 것으로 보인다.
시포고누키테스 골편 내부의 빈 공간은 단순한 형태로 측면에 연결된 공간은 발견되지 않는다.

### 니넬라류
니넬라(Ninella)로 대표되는 니넬라류는 하부 캄브리아기 지층에서 발견되며 (골편들의 형태에 변이는 있고, 거울상을 보이는 두 종류가 발견되지만) 형태적으로는 한 종류의 골편만이 존재하는 단순한 골편체를 가지고 있다. 니넬라류의 골편은 갈고리 형태로, 할키에리아류나 시포고누키테스류의 골편과 유사하게 생겼다. 석회암 성분으로 속이 비었으며 표면에는 솟아 올라온 이랑 구조가 있다.

### 히포파란기테스(Hippopharangites)
히포파란기테스의 골편은 중앙에 넓은 빈 공간을 가지고 있으며 껍질 전체에 걸쳐 작은 기공이 있는데 이것은 다른 할키에리아류의 측면 공간(그리고 어쩌면 다판류의 지상감각기 asthete)에 해당하는 것이다.
히포파란기테스 속은 형태 상으로 챈슬로리드의 골편과 유사한데, 할키에리아류와 챈슬로리드를 묶어 실로스클레리토포라(Coeloscleritophora)로 분류하는 관점을 지지하는 증거로 제시되기도 한다.

### 로마술카키테스(Lomasulcachites)
로마술카키테스는 골편으로만 알려진 속이다.

### 사키테스(Sachites)
사키테스는 가시 모양의 골편으로 이루어진 속이다. 사키테스의 표본들 중 많은 수가 지금은 다른 할키에리아류로 분류되었다.
사키테스는 할키에리아류와 가까운 관계라고 생각되어 왔으나, 최근에는 챈슬로리드와 근연관계라는 주장이 제기되었다.

### 시노사키테스(Sinosachites)
시노사키테스는 골편만 발견된 할키에리아류이다. 이 골편 내부에는 중앙에 위치한 관과 거의 수직으로 나있는 방 모양의 공간이 있으며 이 공간은 좁은 관을 통해 중앙으로 이어진다.  방 모양의 공간은 아우스탈로할키에리아에서 발견되는 긴 관과 비슷하게 40 µm 정도의 지름을 가지며 이런 공간들이 골편의 긴 방향이 아니라 그와 수직으로 나있다는 것은 길이 1-2mm 정도 되는 시노사키테스의 골편이 다른 할키에리아류의 골편보다 크다는 의미이다.
이 골편은 오스트레일리아에서 처음 발견된 탐베톨레피스(Thambetolepis)와 동일한 것으로 밝혀졌다. 골편이 서로 거울상으로 나타나는 두 종류로 구성되는 것으로 보아 좌우대칭의 몸을 가지고 있었던 것으로 생각된다. 할키에리아와 마찬가지로 시노사키테스의 골편은 손바닥형, 칼날형, 그리고 낫형으로 구분할 수 있다.

### 오이코제테테스(Oikozetetes)
오이코제테테스는 버제스 셰일에서 발견된 두 종류의 모자 형태의 껍질로만 알려져 있으며 연대는 5억5백만년 전으로 확인되었다. 두 종류의 껍질은 할키에리아류의 앞쪽 껍질과 뒤쪽 껍질로 생각된다.
오이코제테테스가 살아있을 때 그 껍질은 석회질 성분이었던 것으로 보인다(교결 과정에서 원래의 광물은 다른 광물, 예를 들면 규산으로 치환되기도 한다). 또 할키에리아와 마찬가지로 갑옷에 해당하는, 생광물화된 골편을 가지고 있었던 것으로 생각된다. 이 골편은 껍질과 함께 발견된 적이 없는데, 화석화 과정에서 골편들이 유실되었을 가능성이 있다.
하부 캄브리아기 지층에서 발견되는 오크루라누스(Ocruranus 혹은 에오할로비아Eohalobia)가 오이코제테테스의 껍질과 동일한 것이라고 생각되며 할키에리아류 형태의 몸에 붙어 있었던 것으로 보이지만, 중간 판(intermediate valve)을 보면 팔레오로리카타(Palaeoloricata)와 유사한 형태의 몸을 가지고 있었을 수도 있다.

## 화석 산출지
거의 완벽한 할키에리아 에반겔리스타의 표본은 그린란드의 시리우스 파세트 라거슈태테에서 발견되었다. 할키에리아류의 화석으로 확실하게 분류될 수 있는 것이 중국의 신장 지방과 오스트레일리아의 조지나 분지에서, 할키에리아류의 껍질일 수도 있는 화석이 캐나다의 버제스 셰일에서 발견되었다. 할키에리아류의 갑옷판, 즉 골편으로 보이는 것들은 작은껍질화석의 일부로 많은 곳에서 발견되었다.
할키에리아류의 골편으로 가장 오래된 것은 할키에리아 롱가(Halkieria longa)인데, 시베리아의 상부 네마키트-달디니아절 지층의 푸렐라 안티쿠아 존에서 발견되었다. 캄브리아기 보토마절 말의 대량멸종으로 할키에리아류를 포함하여 대부분의 작은껍질화석들이 멸종했으리라 생각되었으나 2004년에 오스트레일리아 조지나 분지의 중기 캄브리아기 지층에서 할키에리아류로 분류되는 아우스트랄로할키에리아가 발견되었다. 다른 할키에리아류 분지군이 멸종하는 가운데 어떻게 아우스트랄로할키에리아가 포함된 분지군이 살아남을 수 있었는지는 알려지지 않았다. 보토마절 말의 멸종에서 살아남은 유일한 고배류 화석 역시 남아메리카, 아프리카, 인도, 오스트레일리아, 그리고 남극을 포함하는 초대륙 곤드와나에서 발견되는 것을 감안하면 이것이 중요한 함의를 가질 수도 있다.
할키에리아류와 그 외의 작은껍질화석들은 항상은 아니지만 대개는 인산염으로 보존되어 있는데 이들의 원래 광물성분은 인산염일 수도 있고 아닐 수도 있다. 인산염으로 덮여 보존되는 방식은 초기 캄브리아기에는 흔했으나 시간이 지남에 따라 해저 바닥을 파고 들어가는 동물들의 교란작용이 증가함에 따라 드물어졌다. 할키에리아류와 그 외의 작은껍질화석들은 화석으로 알려진 것보다 더 이전부터 존재하기 시작해 더 늦게까지 살아남았을 수도 있다. 고생물학자들은 이런 종류의 불확실성을 시그노어-립스효과라고 부른다.